# ازدواج همجنس در چی‌واوا
ازدواج همجنس‌ در ایالت چی‌واوا مکزیک از ۱۲ ژوئن ۲۰۱۵ و پس از دستور فرماندار ایالت، قانونی شد.

## تاریخچه
براساس قانون اساسی مکزیک، چنانچه هرکدام از ۵ حکم دادگاه عالی در یک مورد خاص به نتیجه‌ای یکسان منجر شود، قانونگذاران موظف خواهند بود قانون را تغییر دهند. چنین شرایطی در ایالت چی‌واوا برقرار بود و با این وجود هنوز سامانهٔ قانونگذاری تغییری در قانون ایجاد نکرده بود. در این زمان انتظار می‌رفت که دادگاه عالی به کنگره دستور دهد تا برای تغییر قانون اقدام کند؛ وانگهی فرماندار چی‌واوا، سسار دوارته خاکس پیشدستی کرده و اعلام کرد که فرمانداری او دیگر جلوی ازدواج همجنس در این ایالت را نخواهد گرفت؛ بنابراین امکان ازدواج زوج‌های همجنس در چی‌واوا فراهم گردید.
پس از مکزیکو سیتی و دو ایالت کینتانا رو و کواویلا، چی‌واوا سومین ایالتی در مکزیک بود که ازدواج زوج‌های همجنس در آن شکل قانونی به خود گرفت.